# Lidia Kopania

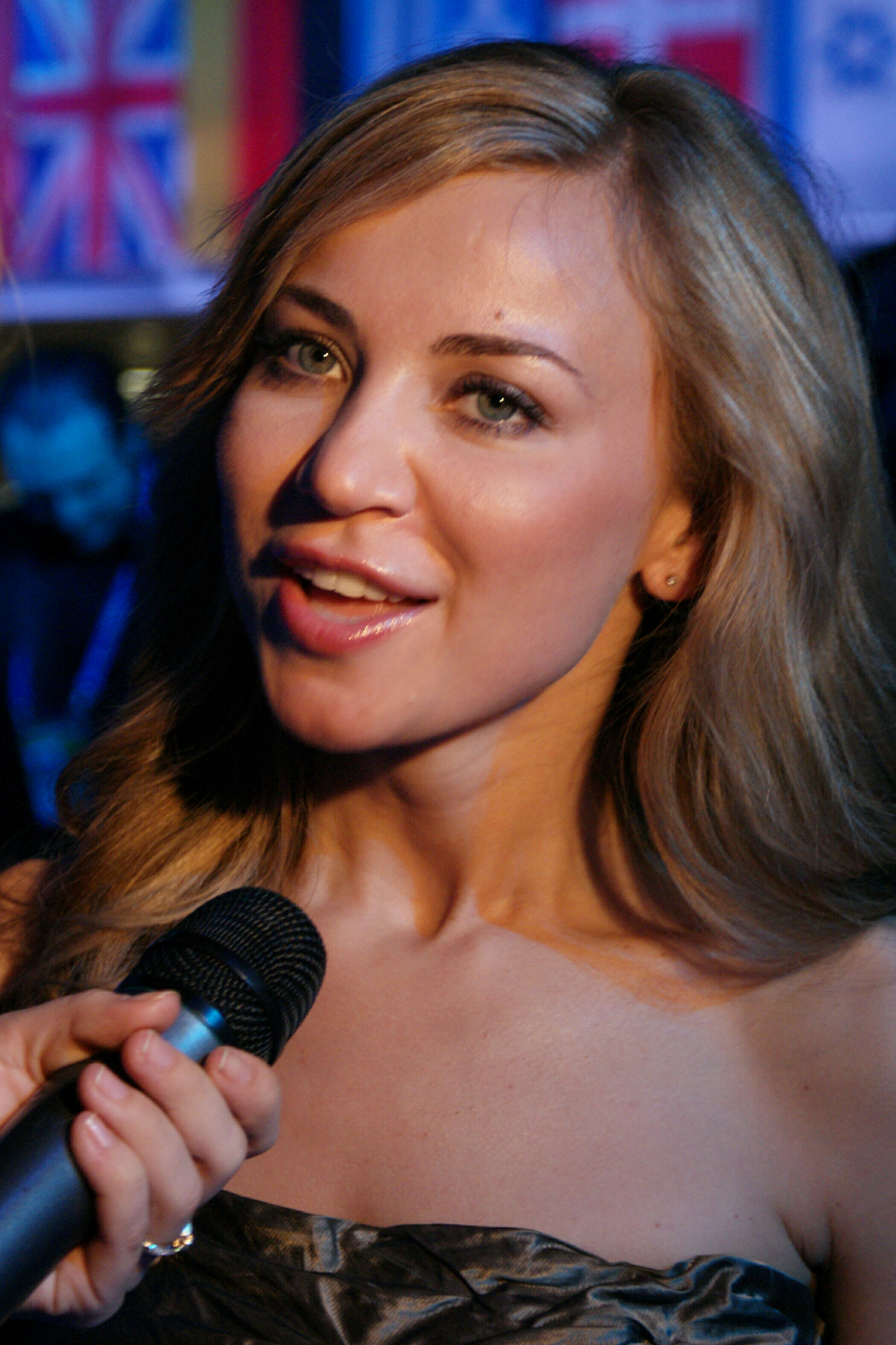
Lidia Kopania in Moskau (2009)

Lidia Kopania-Przebindowska (* 12. Mai 1978 in Koluszki) ist eine polnische Sängerin. Sie vertrat Polen beim Eurovision Song Contest 2009 in Moskau.

## Karriere
Lidia Kopania ist Frontfrau der Band Kind of Blue. Beim Eurovision Song Contest 2009 in Moskau vertrat sie Polen mit dem Song I don’t wanna leave. Mit diesem Lied musste sie ihr Heimatland vor dem eigentlichen Finale am 16. Mai 2009 noch im 2. Halbfinale am 14. Mai 2009 in der Moskauer Olimpijski-Arena vertreten. Der Einzug in das Finale gelang ihr jedoch nicht.

## Diskografie (Auswahl)

### Alben
- 2006: Intuicja
- 2008: Przed Świtem

### Singles
- 1998: Niezwykły dar
- 2006: Sleep
- 2006: Hold On
- 2007: Twe milczenie nie jest złotem
- 2008: Tamta Łza
- 2008: Rozmawiać z tobą chce
- 2009: I don’t wanna leave